# Pamela Anne Eldred
Pamela Anne Eldred (n. 21 aprilie 1948, Detroit, Michigan, SUA – d. 12 iulie 2022, Michigan, SUA) a fost un fotomodel american. Ea a fost aleasă în anul 1970 Miss America.